# Lucia lucanus
Lucia lucanus är en fjärilsart som beskrevs av Fabricius 1793. Lucia lucanus ingår i släktet Lucia och familjen juvelvingar. Inga underarter finns listade i Catalogue of Life.